# Mierik
De mierik (Armoracia rusticana, synoniem: Cochlearia armoracia) is een plant uit de kruisbloemenfamilie (Brassicaceae). De plant heeft een witte penwortel die als mierikswortel bekend is. Eerst vormt ze een rozet van puntige getande bladeren met lange stelen, waaraan eind mei helderwitte bloemen verschijnen. De plant heeft een oorspronkelijk verspreidingsgebied van Zuidoost-Europa tot West-Azië en groeide op rivieroevers. De plant heeft zich verder verspreid over Europa, Verenigde Staten, Japan en Nieuw-Zeeland door het gebruik als tuinplant.

## Toepassingen
De mierikswortel bevat veel vitamine C. Als hij wordt geraspt, komt allylisothiocyanaat vrij, een vluchtige verbinding die een scherpe, op mosterd lijkende smaak heeft. De stof wordt bij kneuzing van de celstructuur van de wortel door een enzym aangemaakt. De smaak loopt daarna snel terug. Toevoeging van zuur, bij voorkeur azijn gaat deze reactie tegen en stabiliseert de smaak.
De wortel was 3000 jaar geleden al bij de oude Grieken bekend en wordt veel in Noord- en Centraal-Europa toegepast, zoals in de Duitse, Tsjechische, Oostenrijkse en Hongaarse keuken.
In de Joodse keuken wordt de variant chrein gebruikt als smaakmaker, bijvoorbeeld bij gefilte fisj. Tijdens Pesach wordt mierik gegeten als 'maror', het bittere kruid dat symbool staat voor de moeilijke tijd die de Joden hadden tijdens de slavernij in het Oude Egypte.
In Japan is een sterker smakende, andere soort, Eutrema japonicum, die niet met zuur wordt gecombineerd en een vast onderdeel van sushi is onder de naam wasabi.
Mierikswortel is erg populair in de Verenigde Staten en wordt vooral in het stroomgebied van de Mississippi rond St. Louis verbouwd. De teelt begon hier rond 1800 door Duitse immigranten.

## Voedingswaarde en geneeskundige werking
Een eetlepel mierikswortelpuree bevat 25 joule, 1,4 gram koolhydraten, 14 mg natrium, 44 mg kalium, 9 mg calcium en 5 mg fosfor.
De consumptie van mierikswortel wordt wel aanbevolen als therapie tegen jicht als gevolg van een overconsumptie van eiwitten, maar het eten van een te grote hoeveelheid kan pijnlijke gevolgen bij het plassen opleveren. Bij bijzonder grote hoeveelheden kan bloederige diarree en overgeven optreden. In beperkte hoeveelheden wordt het algemeen als veilig beschouwd.
Mierikswortel bevat ook een peroxidase-enzym. Het kan met behulp van waterstofperoxide organische verontreinigingen in water oxideren en daarmee verwijderen.
Geconjugeerd aan antilichamen wordt het peroxidase-enzym van de mierikswortel in de biochemie gebruikt om eiwitten zichtbaar te maken op een western blot.